# Insulele Elaphiti
Insulele Elaphiti sau Elafite (în croată Elafitski otoci sau Elafiti) sunt un mic arhipelag format din mai multe insule care se întind la nord-vest de Dubrovnik, în Marea Adriatică.  Elafitele au o suprafață totală de aproximativ 30 kilometri pătrați și o populație de 850 de locuitori. Insulele sunt acoperite cu vegetație caracteristică mediteraneeană și atrag un număr mare de turiști în timpul sezonului turistic datorită plajelor și peisajelor. 
Numele provine din cuvântul grecesc antic pentru cerb (în dorică: ἐlaφος; elaphos), care obișnuia să locuiască pe insule în număr mare. Autorul roman Plinius cel Bătrân a fost primul care a menționat insulele prin numele de Insulele Elaphiti (în croată Jelenski otoci sau Arhipelagul Căprioarelor) în lucrarea sa Naturalis Historia, publicată în secolul I.